# Кабелла, Антонио
Антониотто да Кабелла, также известен как Антониотто делла Кабелла или делла Габелла (итал. Antoniotto da Cabella; 1420, Кабелла-Лигуре — 20 ноября 1475, Бейоглу) — генуэзский государственный деятель, политик и купец, последний консул, представлявший Генуэзскую республику в её крымских колониях.

## Биография
Родился в семье купца. Имел большой склад мануфактуры в Генуе до своего отъезда в Каффу, где занимал должность консула вплоть до взятия города турками. После штурма Каффе был пленен турками и приговорен к каторге на галере. Умер 20 ноября 1475 года в заключении в Бейоглу.

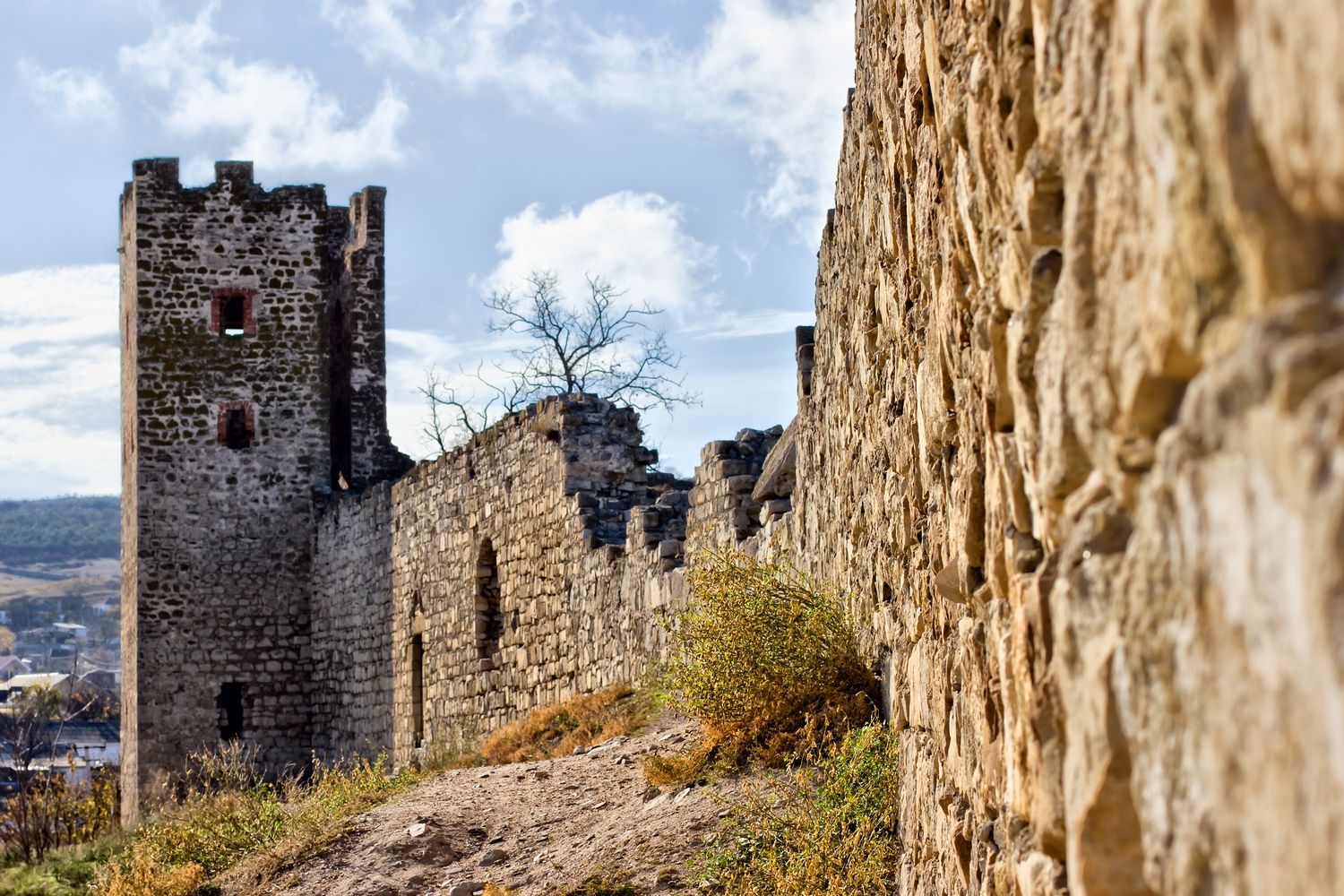
Генуэзская крепость в Каффе

Отдельные из этих документов освещают обстоятельства падения Каффы в связи с деятельностью высших чиновников колонии и, в частности, последнего ее консула Антониотто Кабеллы. Его предшественниками на этом посту были, большей частью, широкообразованные представители известных дворянских семей, которым впоследствии иногда удавалось занять кресла генуэзских дожей. В отличие от них, Кабелла происходил из купеческой семьи и вплоть до отъезда в Каффу сам держал в Генуе большой склад мануфактуры. Он слыл человеком неподкупным и честным, но, будучи недостаточно подготовленным, плохо ориентировался в хитросплетениях политических интриг, в то время как властям фактории надлежало вести тонкую дипломатическую игру с татарами, в настроениях которых проявлялись уже не только враждебное отношение к колонистам, но и недоверие к собственному хану.